# Гиомар, Жюльен
Жюлье́н Гиома́р (фр. Julien Guiomar; 3 мая 1928[…], Морле — 22 ноября 2010[…], Ажен, метрополия Франции) — французский актёр театра и кино.

## Биография
Жюльен Гиомар родился в Морле, департамент Финистер.
Он начал актёрскую карьеру в 1958 году, снявшись в телефильме Misère et noblesse. Популярность актёру принесло участие в картинах Филиппа де Брока и Клода Зиди. Также он играл в фильмах «Дзета» Коста-Гавраса и «Млечный Путь» Луиса Бунюеля.В 1976 году Гиомар сыграл роль алчного промышленника Жака Трикателя в фильме Клода Зиди «Крылышко или ножка», а в 1984 году — полицейского комиссара Блоре, страдающего хроническим насморком, в комедии «Откройте, полиция!».
Жюльен Гийомар умер 22 ноября 2010 года на 83-м году жизни в городе Монпазье в своём доме.

## Избранная фильмография
| Год  |    | Русское название      | Оригинальное название           | Роль                        |
| ---- | -- | --------------------- | ------------------------------- | --------------------------- |
| 1967 | ф  | Вор                   | Le Voleur                       | аббат Феликс ла Маржель     |
| 1969 | ф  | Дзета                 | Z                               | полковник жандармерии       |
| 1969 | ф  | Млечный Путь          | La voie lactée                  | священник                   |
| 1970 | ф  | Тайна фермы Мессе     | La horse                        | комиссар полиции            |
| 1970 | ф  | Борсалино             | Borsalino                       | Симон Боккас                |
| 1971 | ф  | Повторный брак        | Les Mariés de l'an II           | мэр-якобинец                |
| 1972 | ф  | Осадное положение     | État de siège                   | Карлос Дукас                |
| 1974 | ф  | Он начинает сердиться | La moutarde me monte au nez     | Альбер Реноден              |
| 1975 | ф  | Специальное отделение | Section spéciale                | Морис Тето                  |
| 1975 | ф  | Неисправимый          | L’Incorrigible                  | Камиль                      |
| 1975 | ф  | Прощай, полицейский   | Adieu poulet                    | Леду                        |
| 1976 | ф  | Крылышко или ножка    | L’Aile Ou La Cuisse             | Жак Трикатель               |
| 1976 | ф  | Барокко               | Barocco                         | Готье                       |
| 1977 | ф  | Чудовище              | L’Animal                        | Фешнер                      |
| 1977 | ф  | Смерть негодяя        | Mort D’Un Pourri                | Фондари                     |
| 1978 | ф  | Склока                | La Zizanie                      | доктор Ландри               |
| 1980 | ф  | Преступники в ночи    | Le Bar du téléphone             | Антуан Бини                 |
| 1980 | ф  | Инспектор-разиня      | Inspecteur la Bavure            | дивизионный комиссар Вермиё |
| 1983 | ф  | Как снег на голову    | Un chien dans un jeu de quilles | Александр                   |
| 1984 | ф  | Кармен                | Carmen                          | Лиллас Пастиа               |
| 1984 | ф  | Откройте, полиция!    | Les Ripoux                      | комиссар Блоре              |
| 1985 | ф  | Кот-проныра           | Le matou                        | Орельен Пико                |
| 1986 | ф  | Жубиаба               | Jubiabá                         | Луиджи                      |
| 1989 | мф | Большой бой Астерикса | Astérix et le Coup du Menhir    | Проликс                     |
| 1992 | ф  | Леоло                 | Leolo                           | дедушка                     |